# Чемпионат Филиппин по волейболу среди женщин
Чемпионат Филиппин по волейболу среди женщин — ежегодное соревнование женских волейбольных команд Филиппин. Организатором с 2005 года является Волейбольная Премьер-лига (англ. Premier Volleyball League — PVL; до 2016 — Shakey’s V-League). С 2021 Лига имеет профессиональный статус.
С 2014 года ежегодно проводятся два чемпионата — во Всефилиппинской конференции (All-Filipino Conference — AFC) и в Рейнфорсед конференции (Reinforced Conference — RC) с участием одних и тех же команд. В AFC сезон проводится по системе «осень—весна» (с сезона 2024/25), в RC — «лето—осень». В чемпионате AFC имеют право участвовать только граждане Филиппин, в чемпионате RC каждый клуб имеет возможность заявить одну иностранную волейболистку.  

## Формула соревнований
Чемпионат AFC в сезоне 2024/25 проходил с ноября 2024 по апрель 2025 и включал три этапа — предварительный, квалификационный и плей-офф. На предварительной стадии 12 команд играли в один круг. В квалификационном раунде все команды разделились на пары, согласно мест, занятых на предварительной стадии, и провели между собой по одному матчу. Победители вышли в плей-офф. Проигравшие были разделены на две группы, в которых играли в один круг. Победители групп также вышли в плей-офф. 8 команд по системе с выбыванием определили призёров чемпионата. Серии матчей плей-офф проводились до двух побед одного из соперников. 
В чемпионате AFC играли 12 команд: «Кримлайн Кул Смэшерс» (Пасиг), «Петро Газз Энджелс» (Манила), «Сигнал Спайкерс» (Манила), «ПЛДТ Хай Спид Хиттерс» (Манила), «Чоко Мучо Флайинг Титанс» (Кесон-Сити), «Фарм Фреш Фоксис» (Манила), «Акари Чарджерс» (Манила), «Чери Тигго Кроссоверс» (Манила), «Зус Коффи Тандербеллерс» (Манила), «Гэлерис Тауэр Хайрайсерс» (Манила), «Кэпитал Солар Спайкерс» (Манила), «NXLED Чамелеонс» (Манила). Чемпионский титул выиграл «Петро Газз Энджелс», победивший в финальной серии «Кримлайн Кул Смэшерс» 2-1 (3:2, 2:3, 3:1). 3-е место занял «Акари Чарджерс».
Чемпионат RC в сезоне 2024 года проходил с июля по сентябрь и включал три этапа — два предварительных и плей-офф. На 1-й предварительной стадии 12 команд были разделены на две группы, в которых играли играли в один круг. На 2-й стадии команды также были разделены на две группы, в каждой из которых 3 лучшие из групп 1-го этапа играли в тремя худшими из других групп. Учитывались все результаты 1-го этапа. По 4 команды из групп 2-го раунда вышли в плей-офф и далее по системе с выбыванием определили финалистов, которые разыграли первенство. На всех стадиях плей-офф каждая пара проводила по одному матчу. 
В чемпионате RC играли те же команды, что и в AFC. Чемпионский титул выиграл «Кримлайн Кул Смэшерс», победивший в финале «Акари Чарджерс» 3:0. 3-е место занял «Сигнал Спайкерс».

## Призёры (с 2005)

### All-Filipino Conference
| Сезон        | 1-е место                                    | 2-е место                                   | 3-е место                                    |
| ------------ | -------------------------------------------- | ------------------------------------------- | -------------------------------------------- |
| 2005         | «ЮСТ Голден Тигрессес» Манила                | «ДЛСЮ Леди Спайкерс» Манила                 | «ЛПЮ Пайретс» Манила                         |
| 2006         | «ДЛСЮ Леди Спайкерс» Манила                  | «ЮСТ Голден Тигрессес» Манила               | «Сан-Себастьян Стагс» Манила                 |
| 2007         | «ЮСТ Голден Тигрессес» Манила                | «Сан-Себастьян Стагс» Манила                | «Атенео Блю Иглс» Кесон-Сити                 |
| 2008         | «Сан-Себастьян Стагс» Манила                 | «ЮСТ Голден Тигрессес» Манила               | «ДЛСЮ Леди Спайкерс» Манила                  |
| 2009         | «ЮСТ Голден Тигрессес» Манила                | «Адамсон Леди Фэлконс» Манила               | «ФЕЮ Леди Тамароус» Манила                   |
| 2010         | «Адамсон Леди Фэлконс» Манила                | «Сан-Себастьян Стагс» Манила                | «ЛПЮ Пайретс» Манила                         |
| 2011         | «Филиппин Арми Леди Труперс» Манила          | «Сан-Себастьян Стагс» Манила                | «Атенео Блю Иглс» Кесон-Сити                 |
| 2012         | «Сан-Себастьян Стагс» Манила                 | «Кагаян Валли Леди Райсинг Старз» Тугегарао | «Филиппин Арми Леди Труперс» Манила          |
| 2013         | «Кагаян Валли Леди Райсинг Старз» Тугегарао  | «Смарт Мэйнилад Нет Спайкерс» Манила        | «Филиппин Арми Леди Труперс» Манила          |
| 2014         | «Филиппин Арми Леди Труперс» Манила          | «Кагаян Валли Леди Райсинг Старз» Тугегарао | «Пэймая Хай Флайерс» Манила                  |
| 2015         | «Пэймая Хай Флайерс» Манила                  | «Дженерика-Арми Леди Труперс» Манила        | «Кагаян Валли Леди Райсинг Старз» Тугегарао  |
| 2016         | «Покари Суит Леди Уорриорс» Манила           | «Филиппин Эйр Форс» Пасай                   | «Балипуре Пурест Уотер Дефендерс» Кесон-Сити |
| 2017         | «Балипуре Пурест Уотер Дефендерс» Кесон-Сити | «Покари Суит Леди Уорриорс» Манила          | «Кримлайн Кул Смэшерс» Пасиг                 |
| 2018         | «Кримлайн Кул Смэшерс» Пасиг                 | «Атенео Леди Иглс» Кесон-Сити               | «Банко Перлас Спайкерс» Манила               |
| 2019         | «Кримлайн Кул Смэшерс» Пасиг                 | «Петро Газз Энджелс» Манила                 | «Банко Перлас Спайкерс» Манила               |
| 2020         | чемпионат отменён из-за пандемии COVID-19    | чемпионат отменён из-за пандемии COVID-19   | чемпионат отменён из-за пандемии COVID-19    |
| 2021         | «Чери Тигго Кроссоверс» Манила               | «Кримлайн Кул Смэшерс» Пасиг                | «Петро Газз Энджелс» Манила                  |
| 2022         | «Кримлайн Кул Смэшерс» Пасиг                 | «Петро Газз Энджелс» Манила                 | «Сигнал Спайкерс» Манила                     |
| 2023 (весна) | «Кримлайн Кул Смэшерс» Пасиг                 | «Петро Газз Энджелс» Манила                 | «Ф2 Логистикс Карго Муверс» Манила           |
| 2023 (осень) | «Кримлайн Кул Смэшерс» Пасиг                 | «Чоко Мучо Флайинг Титанс» Кесон-Сити       | «Сигнал Спайкерс» Манила                     |
| 2024         | «Кримлайн Кул Смэшерс» Пасиг                 | «Чоко Мучо Флайинг Титанс» Кесон-Сити       | «Петро Газз Энджелс» Манила                  |
| 2024/25      | «Петро Газз Энджелс» Манила                  | «Кримлайн Кул Смэшерс» Пасиг                | «Акари Чарджерс» Манила                      |

### Reinforced Conference
| Сезон | 1-е место                                   | 2-е место                                    | 3-е место                                    |
| ----- | ------------------------------------------- | -------------------------------------------- | -------------------------------------------- |
| 2014  | «Кагаян Валли Леди Райсинг Старз» Тугегарао | «Филиппин Арми Леди Труперс» Манила          | «ПЛДТ Хай Спид Хиттерс» Манила               |
| 2015  | «ПЛДТ Хай Спид Хиттерс» Манила              | «Дженерика-Арми Леди Труперс» Манила         | «ЮП Файтинг Марунс» Кесон-Сити               |
| 2016  | «Покари Суит Леди Уорриорс» Манила          | «Бюро оф Кастомс Трансформерс» Манила        | «Балипуре Пурест Уотер Дефендерс» Кесон-Сити |
| 2017  | «Покари Суит Леди Уорриорс» Манила          | «Балипуре Пурест Уотер Дефендерс» Кесон-Сити | «Кримлайн Кул Смэшерс» Пасиг                 |
| 2018  | «Кримлайн Кул Смэшерс» Пасиг                | «Паямая Хайфлайерс» Манила                   | «Банко Перлас Спайкерс» Манила               |
| 2019  | «Петро Газз Энджелс» Манила                 | «Кримлайн Кул Смэшерс» Пасиг                 | «Пасифик Таун Арми Леди Труперс» Манила      |
| 2020  | чемпионаты отменёны из-за пандемии COVID-19 | чемпионаты отменёны из-за пандемии COVID-19  | чемпионаты отменёны из-за пандемии COVID-19  |
| 2021  | чемпионаты отменёны из-за пандемии COVID-19 | чемпионаты отменёны из-за пандемии COVID-19  | чемпионаты отменёны из-за пандемии COVID-19  |
| 2022  | «Петро Газз Энджелс» Манила                 | «Сигнал Спайкерс» Манила                     | «Кримлайн Кул Смэшерс» Пасиг                 |
| 2023  | чемпионат отменён из-за разногласий с PNVF  | чемпионат отменён из-за разногласий с PNVF   | чемпионат отменён из-за разногласий с PNVF   |
| 2024  | «Кримлайн Кул Смэшерс» Пасиг                | «Акари Чарджерс» Манила                      | «Сигнал Спайкерс» Манила                     |